# Joke van Leeuwen
Johanna Rutgera (Joke) van Leeuwen (Den Haag, 24 september 1952) is een Nederlands auteur voor kinderen en volwassenen, dichter, illustrator en performer. Ze woont in Antwerpen.

## Biografie
Joke van Leeuwen werd geboren in Den Haag. Haar vader was theoloog en het grote gezin verhuisde regelmatig. Ze woonde onder meer in Amsterdam, Brussel, 
Kerkrade en Maastricht. In haar ouderlijk huis werd veel gelezen, muziek gemaakt en toneel gespeeld. Van haar tiende tot haar dertiende schreef en tekende ze een eigen huiskrant.
Van Leeuwen studeerde grafische kunsten aan de Koninklijke Academie voor Schone Kunsten van Antwerpen en de Hogeschool Sint-Lukas Brussel in Schaarbeek. Daarna studeerde ze geschiedenis aan de Vrije Universiteit Brussel waarover ze vertelde: "In die tijd moest zo'n studie juist ook exacte componenten hebben, dus ging het over manuren staking, waarbij je over tien uren staking niet weet of tien mannen een uur gestaakt hebben of één man tien uur...". Uitgebreider komt haar opleiding (zowel geschiedenis als kunst) aan de orde in Het moet een beetje huppelen in mijn hoofd, een portret.
In 1978 debuteerde Joke van Leeuwen als kinderboekenauteur met De Appelmoesstraat is anders. In hetzelfde jaar won ze ook alle prijzen op het Camerettenfestival en kwam daarmee terecht in het officiële cabaretcircuit. Vanaf 1984 staat ze minder frequent op de planken, maar kwam in 2004 officieel terug met een combinatie van cabaret, literatuur en beeld. Ze treedt op met Mario Paric en haar vaste begeleidster Caroline Deutman op piano.
In 1993 acteerde ze met haar zus Marieke in de film Belle van Zuylen - Madame de Charrière van regisseur Digna Sinke. Joke van Leeuwen speelde de rol van Louise, schoonzus van Belle van Zuylen. 
Als schrijver en illustrator van (kinder)boeken is ze veelvuldig bekroond. Zo werd Een huis met zeven kamers in 1980 bekroond met een Gouden Penseel en een Zilveren Griffel en Deesje in 1988 met een Gouden Griffel en een Zilveren Penseel. Van Leeuwen leverde het Kinderboekenweekgeschenk in 1988 (Duizend dingen achter deuren) en in 1993 (Het weer en de tijd). In 2013 werd ze in Duitsland bekroond met de James Krüss prijs voor internationale kinder- en jeugdliteratuur en ze wordt al enige jaren genomineerd voor de Astrid Lindgren Memorial Award. Haar hele oeuvre werd in 2000 bekroond met de Theo Thijssen-prijs, in 2010 met de Gouden Ganzenveer en in 2012 met de Constantijn Huygens-prijs. Voor volwassenen schreef ze onder meer Feest van het begin (AKO Literatuurprijs) en De onervarenen (shortlist Libris Literatuur Prijs). Ze publiceert ook dichtbundels zoals Het moet nog ergens liggen en werd in 2007 gelauwerd met de Herman de Coninckprijs voor haar gedicht Andermans Hond. Van 2008 tot 2010 was Van Leeuwen stadsdichter van Antwerpen en realiseerde ‘Elfhonderd meter gedicht’ in de Sint Anna-voetgangerstunnel onder de Schelde. In 2019 publiceerde ze de bundel kinderverzen 'Hee daar mijn twee voeten' en het lange gedicht voor volwassenen 'Levenslust'. In 2020 verschijnt het kinderboek 'Ik ben Reinier en ons huis is afgebrand'.
In januari 2014 werd Joke van Leeuwen benoemd tot voorzitter van PEN Vlaanderen als opvolger van David Van Reybrouck. Onder haar voorzitterschap  kregen allochtone auteurs een groter podium en focuste PEN Vlaanderen zich op politieke situatie in Turkije. In 2018 werd ze in deze functie opgevolgd door theatermaker Erik Vlaminck.